# El vigesimosegundo libro de Amadís de Gaula
El vigesimosegundo libro de Amadís de Gaula ("Das Zwey und zwentzigste Buch der Hystorien vom Amadis auß Franckreich") es un libro de caballerías alemán, que fue publicado por primera vez en Fráncfort en 1594, como parte del llamado ciclo de Amadís de Francia. Fue traducido al francés y publicado en París en 1615 por el impresor Gilles Robinot, con el título de Le vingt et deuxiesme livre d'Amadis de Gaule. Se desconoce quién fue su autor. En el original alemán la obra se presentó como traducida del francés, mientras que en la versión francesa la obra se presentó como una traducción del español, pero es indiscutiblemente una obra alemana y no existe ningún original en lengua española, ni ninguna versión francesa anterior a 1594. Es una continuación de la Sexta parte de Esferamundi de Grecia, obra de Mambrino Roseo, publicada por primera vez en Venecia en 1565, en la imprenta de Michele Tramezzino, que apareció en francés en 1581 y en alemán en 1593.

## Argumento
La obra, que en el original alemán tiene 55 capítulos y en la traducción francesa 60, relata nuevas aventuras de Esferamundi de Grecia, emperador de Trapisonda e hijo de Rogel de Grecia, y de otros caballeros del linaje de Amadís de Gaula, después de la terrible batalla entre cristianos y paganos con la que había concluido la Sexta parte de Esferamundi, en la cual habían perecido miles de caballeros cristianos, entre ellos varios reyes y príncipes del linaje amadisiano (Mambrino Roseo había incluido entre los muertos al anciano Amadís de Gaula, pero el autor alemán volvió a darle vida, diciendo que había quedado gravemente herido y había sido  encantado por su protectora la maga Urganda la Desconocida). 
La acción del libro se inicia cuando dos gigantes raptan al pequeño príncipe Safiramán de Trapisonda, hijo de Esferamundi y Ricarda, y a su primo Hércules de Astra, hijo de Amadís de Astra y Roseliana, hermana de Ricarda. El secuestro de los niños hace que salgan en su búsqueda tanto Esferamundi como otros caballeros, entre ellos don Silván, hijo de Silves de la Selva, y Amanio de Astra, hijo extramatrimonial de Amadís de Astra y Emiliana, quienes protagonizan numerosas aventuras. 
La obra también dedica numerosas páginas a las hazañas de Agesípolo, hijo de Arlanges de España y Sextiliana de Sevilla, enamorado de la bella princesa Leonoria de Roma; de Lisimarte, hijo de Rosarán (hijo de Perión de Gaula y sobrino de Esplandián) y de la duquesa Silverna de Baviera, y especialmente del príncipe Láscaris, hijo de Lindamarte de Rodas y Ermiliana de Armenia, enamorado de la princesa Semíramis de Galacia. Curiosamente, al contrario de lo que es habitual en los libros del ciclo amadisiano, Láscaris no tiene vínculos de parentesco con Amadís de Gaula, ya que su padre Lindamarte de Rodas era hijo de Galdes y Grindaya, príncipes de la ínsula Solisticia y reyes de Rodas, personajes secundarios del Rogel de Grecia de Feliciano de Silva. 
Los últimos capítulos del libro refieren un nuevo y sangriento conflicto entre cristianos y paganos, iniciado por el rey de Trípoli y sus aliados, que atacan el imperio de Trapisonda con el ánimo de vengar la muerte del príncipe Arrogante, hijo de ese monarca, a manos de Láscaris. Después de cruentos combates, los paganos son derrotados. En el último capítulo de la obra (el 70 de la versión francesa) mientras los cristianos celebran su victoria, llega a Trapisonda por los aires un carro mágico, en el que arriban el sabio Alquife y su esposa Urganda la Desconocida, junto con Amadís de Gaula y su esposa Oriana y otros príncipes de la Gran Bretaña. La trama concluye con las bodas de Alastraxerea, hija de Amadís de Grecia y viuda de don Falanges de Astra, con el soldán de Baldaque, y de otros príncipes. En el último párrafo del libro, el autor dice:
"Sin embargo, es tiempo de recoger las velas y lanzar las anclas para descansar un poco, tras haber navegado muy extensamente por el tempestuoso mar de este gran historia, y dando fin a este libro, prepararnos para el siguiente, en el cual se tratará ampliamente de la liberación de los dos jóvenes príncipes Safiramán y Hércules de Astra por Fulgorán, hijo de Rogel de Grecia y de la bella reina de Canabea, así como también de las valentías y altos hechos de armas de esos príncipes y de otros descendientes de la sangre de Amadís el grande, todo al gusto y la insigne utilidad de los lectores."

## Tabla de capítulos
I.- De la triste y enojosa aventura ocurrida en la corte del emperador de los partos, y cómo los jóvenes príncipes Safiramán y Hércules de Astra fueron llevados y raptados.
II.- Cómo el príncipe don Silván y Amanio de Astra libraron a dos jóvenes doncellas de las manos de dos terribles gigantes que querían forzarlas.
III.- Cómo don Silvanio de Astra mataron primeramente a los primos del gigante Alfernax, y después a este mismo junto con su hermano Arimán, y con ello libraron a la bella infanta Florinda.
IV.- Como los caballeros que habían sido librados de las prisiones fueron armados de sus armas, y con qué pesar se enteraron los hijos de Arimán la muerte de su padre y tío.
V.- Del extremo displacer que recibieron los dos hermanos gigantes, cuando supieron la toma de su fuerte, y de los prisioneros que fueron librados.
VI.- De los primeros encuentros que tuvo el buen emperador Esferamundi, después de partido de la corte en demanda de su hijo Safiramán y del joven Hércules de Astra.
VII.- Cómo el príncipe Esferamundi, viajando entre las ondas de la gran mar, llegó por azar a un roquedo, donde estaban prisioneros Florisel, Dorisel y otros, a los cuales libró sin darse a conocer.
VIII.- De la extraña aventura que se presentó a los dos jóvenes príncipes Agesípolo y Lisimarte, y cómo el emperador Florisel y don Dorizel, tras matar a dos caballeros que molestaban a una vieja, la siguieron y fueron llevados por ella.
IX.- Cómo los dos jóvenes príncipes Agesípolo y Lisimarte, deseosos de recibir la orden de caballería, pidieron encarecidamente un don al rey Anaxartes de España.
X.- Cómo el príncipe Láscaris, tras haber recibido la orden de caballería, mató a un gigante y después se partió de la corte a fin de buscar extrañas aventuras.
XI.- Cómo el joven caballero Láscaris se enamoró de la bella Semíramis, hija del rey de Salacia, y con motivo de ello partió de la corte de Trapisonda.
XII.- Como el príncipe Láscaris, tras haber navegado largamente, prosiguió su viaje por tierra y llegó al ducado de Tingitana, donde tuvo extrañas aventuras.
XIII.- El cruel combate que tuvo el príncipe Láscaris con los dos terribles monstruos, a los cuales finalmente venció, con lo cual liberó el ducado de Tingitana.
XIV.- Como Casandra condujo a Agesípolo y Lisimarte a un lugar donde fueron hechos caballeros, y de lo que después les avino.
XIV.- Como Casandra condujo a Agesípolo y Lisimarte a un lugar donde fueron hechos caballeros, y de lo que después les avino.
XV.- Cómo el príncipe Agesípolo se combatió con una grande y monstruosa serpiente y de lo que pasó entre él y su amada Leonoria.
XVI.- De los designios amorosos del príncipe Agesípolo con la bella infanta Leonoria, y de las alegrías que se hicieron por la muerte de la gran serpiente.
XVII.- De lo que pasó esa noche entre el príncipe Agesípolo y la bella Leonoria.
XVIII.- Cómo el emperador Esferamundi, bogando en la mar con los cinocéfalos barbacanos, el navío donde iban, el duque de Lancastre y el conde de Suffort fue llevado por la tempestad a la isla del gigante Huraván, con el cual se combatieron.
XIX.- Cómo los dos caballeros de la Gran Bretaña y dos otros que por aventura encontraron en su ayuda, hubieran dejado allí la vida, si el emperador Esferamundi no les hubiera socorrido.
XX.- Cómo el príncipe Lisimarte se entró de nuevo en la mar, en compañía de la sabia Casandra, y de lo que les avino.
XXI.- Cómo la emperatriz Ricarda y su hermana Rosaliana fueron apresadas por dos gigantes y después socorridas y liberadas por el emperador Esferamundi.
XXII.- De la cruel batalla que hubieron el valiente el emperador Esferamundi y el cinocéfalo barbacano contra los gigantes, sobre los cuales finalmente obtuvieron la victoria.
XXIII.- Como los jubilosos príncipes Olando, Roldán y Tigranes encontraron a tres bellas doncellas, y del pasatiempo que con ellas hubieron.
XXIV.- Cómo la duquesa Cleándrida estaba cada vez más presa del amor por el príncipe Láscaris, lo que hizo al respecto y lo que sobre ello avino.
XXV.- Lo que la bella Cleándrida determinó de hacer, y cómo finalmente obtuvo lo que tanto deseaba del Caballero de la Doncella Prisionera, y de lo que sobre ello se siguió.
XXVI.- De la tristeza que hubo el Caballero de la Doncella Prisionera, al acordarse de lo que había pasado entre él y la duquesa de Tingitana, y de cómo llegaron cerca de Trípoli cando dos gigantes metían a la infanta Semíramis en su castillo, en el cual el príncipe Arrogante quería hacerla quemar al día siguiente.
XXVII.- De lo que avino al príncipe Láscaris y a los tres caballeros después de que bajaron de su navío para saber de los gigantes quién era la infanta a la que conducían, y del espantable combate que hubieron.
XXVIII.- Del combate que tuvo el príncipe Láscaris con el gigante Carvayal para librar a su bienamada infanta Semiramís de Galacia, y de lo que sobre ello avino.
XXIX.- Cómo el príncipe Láscaris y su compañía se embarcaron para conducir a la reina de Galacia y a su hija a su reino, y de la victoria naval que obtuvieron contra Arrogante y su armada.
XXX.- Cómo Láscaris y los otros príncipes cristianos, tras haber obtenido la victoria sobre Arrogante y sus gentes, prosiguieron jubilosamente su viaje, y de los lamentos que por Arrogante hizo la bella Brandorina de Baldaque.
XXXI.- Cómo al rey de Trípoli llegaron las nuevas de la muerte de su hijo, pérdida de sus gentes y cautiverio de su nuera Brandorina de Baldaque, y lo que determinó hacer.
XXXII.- Cómo el conde de Burgada, que era corsario y causaba gran daño en su propia patria, fue llevado por la tempestad en una isla donde había desembarcado con dos de sus acompañantes, y de lo que sobre eso avino.
XXXIII.- De una cruel batalla que nuestros príncipes tuvieron en la mar contra ciertos piratas que habían sido arrojado al reino de Galacia y de lo que sobre eso avino.
XXXIV.- Cómo los príncipes deliberaron sobre proseguir su viaje y llegaron a Miraminda para gran contento y júbilo de los de allí y como el príncipe Láscaris fue de la opinión que se hiciera una salida contra los enemigos, lo cual fue puesto en ejecución.
XXXV.- De las salidas que hicieron los valientes príncipes nuevamente llegados a la ciudad de Miraminda, y del efecto que esta furiosa escaramuza, en la cual murieron numerosos enemigos.
XXXVI.- De una sangrienta y cruel batalla de los valientes caballeros, comenzada contra los cuerpos de guardia del enemigo; y de muchas otras cosas notables que pasaron, y de la resolución que tomó Barandor.
XXXVII.-Cómo los siete caballeros de la reina se presentaron a sostener el combate contra siete de los enemigos, enviados para ese efecto por el tirano Barandor, y de lo que sobre eso avino.
XXXVIII.- Cómo Norangar, tras haber perdido la batalla y hecho el acuerdo, se retiró fuera del reino de Galacia con el resto de sus gentes en la compañía de los gigantes Fierabrás y Garvandro, y lo que le avino, especialmente qué rumbo tomaron los amores de la infanta y el príncipe.
XXXIX.- Cómo después del acuerdo hecho entre el príncipe Láscaris y la infanta de Galacia sus amores continuaron y llegaron finalmente al fin deseado por medio de la doncella Serillolla.
XL.- Cómo el príncipe Norangar, estando frustrado en su esperanza, fue forzado a retirarse del reino de Galacia y la infanta Semíramis dada en matrimonio al príncipe Láscaris.
XLI.- De los amores de Leodamas y la giganta Eragonia, de Sesostris y Brandorina, Ligarión y la infanta de Galena, Merodach y Casandra, y de otros caballeros y damas.
XLII.- De los grandes celos y sospechas de la infanta Semíramis por causa de la duquesa de Tingitana, y de la carta de enojo que escribió al príncipe Láscaris, y del mal que por ello avino.
XLIII.- Del gran duelo y disgusto que recibieron los príncipes y princesas que estaban en Miraminda por la partida del príncipe Láscaris, y cómo algunos de ellos decidieron buscarlo.
XLIV.- De lo que las dos infantas hicieron durante este tiempo de duelo, después de la partida de los caballeros sus amantes y de los propósitos que de vez en cuando tenían juntas.
XLV.- De lo que le avino al príncipe Láscaris después de que fue partido de Miraminda, dejando allí a su bienamada.
XLVI.- De lo que le avino a los príncipes salidos de Miraminda en demanda del príncipe Láscaris.
XLVII.- Cómo algunos grandes señores de la provincia de Bermuda vinieron al castillo de Imperiana para ver al caballero perdido, y de lo que sobre ello siguió.
XLVIII.- Cómo el príncipe Ligarión llegó a la provincia de la bella encantadora, y fue allí por sutileza preso, de lo cual sin embargo finalmente escapó, y supo de quién era hijo, a saber, del rey Anaxartes y de la bella Adelasia.
XLIX.- Cómo los príncipes don Silván y Amanio de Astra, acompañado del caballeroso Gelodán y su bienamada Florinda, se partieron del país de Arimán, y de lo que les avino.
L.- Cómo esta noble compaña fue aprisionada y después liberada.
LI.- Cómo el duque Gronsalín de Moreda marchó y prosiguió la guerra contra el reino de Moldavia y de la orden que allí dieron los príncipes.
LII.- Cómo acumato puso sitió a la ciudad y fortaleza de Quimara.
LIII.- Cómo el ejército del duque Gronsalín y de su hijo Acumato se acercaron al campo del rey y de los medios que este y don Silván usaron para embarazar al enemigo.
LIV.- Cómo los caballeros entraron en liza y del orden que allí fue tenido y observado, y del resultado de ello.
LV.- Cómo el rey don Gelodán y los otros príncipes determinaron de ir en socorro del emperador Esferamundi, y del encuentro que tuvieron en la mar y de lo que además avino.
LVI.- Cómo el rey de Trípoli y otros señores paganos deliberaron sobre lo que sería conveniente hacer, visto el socorro llegado a los cristianos, y de la resolución que tomaron.
LVII.- Del combate que sostuvieron el emperador Esferamundi, la bella Gran Salvaje y la belicosa Alastraxerea contra el rey de Trípoli, el soldán de Baldaque y el gigante Gordán.
LVIII.- Cómo los reyes paganos demandaron treguas a los cristianos, que les fueron negadas, de lo que se siguió una cruel y sangrienta batalla, por mar y por tierra.
LIX.- Cómo la bella Imperiana, Plaisantina y otras doncellas de la provincia de Bermuda se pusieron en camino y llegaron al castillo del gigante Huracán, donde se presentaron a la princesa Semíramis, y de lo que discurrieron juntas acerca del caballero perdido sin esperanza.
LX.- De lo que sucedió después en Trapisonda, y como por extraña aventura arribaron allí muchos señores y damas, y da fin el presente libro.

## Continuación
La acción de la obra fue continuada en El vigesimotercer libro de Amadís de Gaula, también publicado en Fráncfort en 1594, y cuya traducción al francés se publicó en 1615.